# 1647
Năm 1647 (số La Mã: MDCXLVII) là một năm thường bắt đầu vào thứ Ba trong lịch Gregory (hoặc một năm thường bắt đầu vào thứ sáu của lịch Julius chậm hơn 10 ngày).

## Sự kiện

### Tháng 1
- Ngày 2: Trương Hiến Trung trúng tên chết, chính quyền Đại Tây diệt vong.
- Tại Mân Việt đảo Nam Áo, Trịnh Thành Công khởi nghĩa.

### Tháng 3
- Ngày 24: Nhà Thanh ban hànhĐại Thanh luật thi hành trên toàn quốc thay thế Đại Minh luật.

### Tháng 4
- Quân Thanh tập kích An Bình trấn, mẹ Trịnh Thành Công tự sát không hàng Thanh.
- Trương Hoàng Ngôn và Trương Danh Chấn phụng chỉ Thiệu Vũ đế tập hợp binh lực tác chiến kháng Thanh tại Chiết Giang.

### Tháng 7
- Trịnh Thành Công cùng Trịnh Thái dẫn quân tiến công Hải Trừng.

### Tháng 8
- Trịnh Thành Công cùng Trịnh Hồng Quỳ vây đánh Chương Châu. Tướng thủ thành Vương Tiến đánh lui quân Trịnh.

## Sinh
- 2 tháng 4 - Maria Sibylla Merian, nhà nữ tự nhiên học người Đức gốc Thụy Sĩ

## Mất
- Trương Hiến Trung tướng khởi nghĩa (sinh năm 1606).